# Heilig Geist (Röderhof)

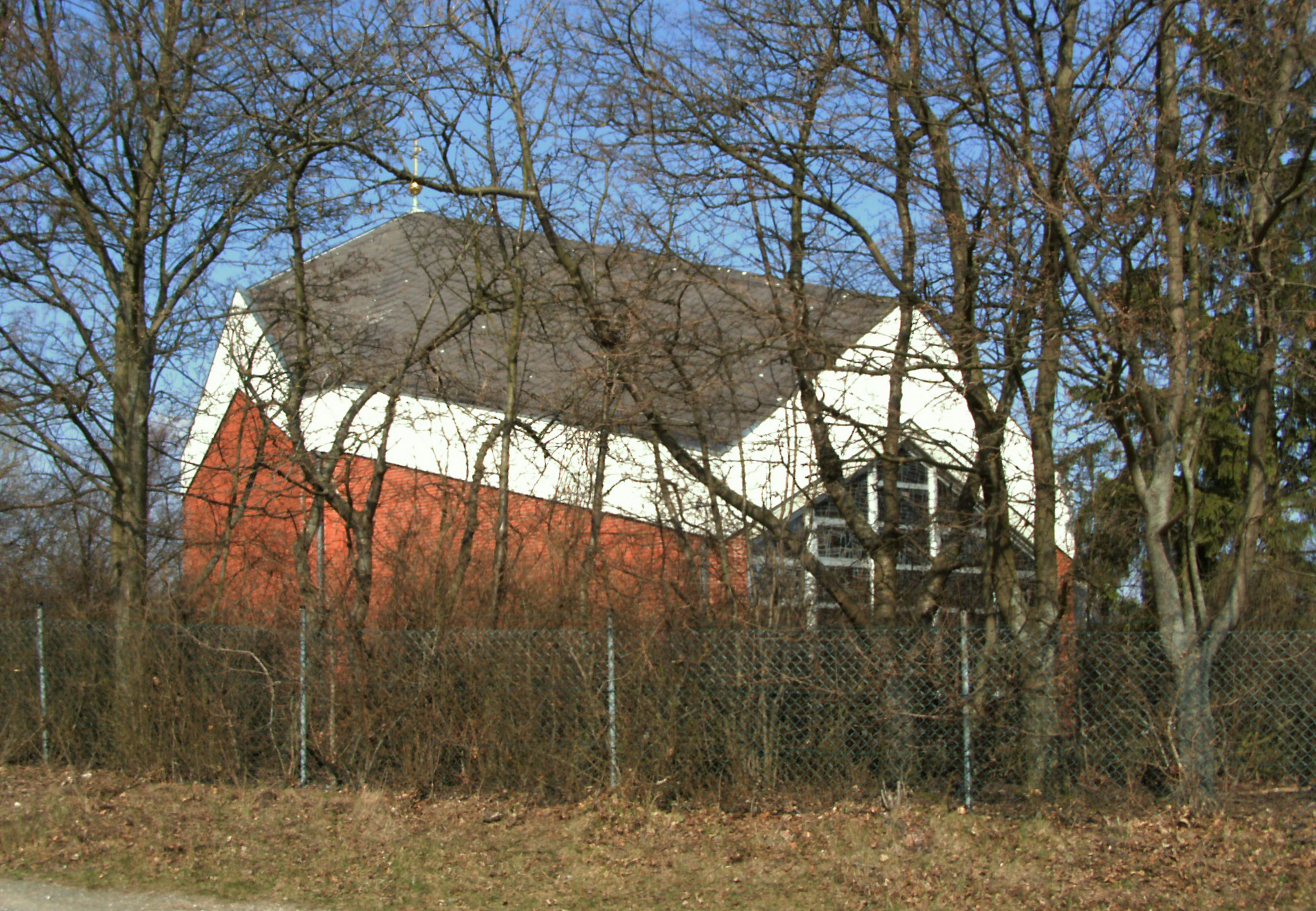
Hl.-Geist-Kirche

Heilig Geist ist die römisch-katholische Kirche der Heimstatt Röderhof in der Gemeinde Diekholzen.

## Geschichte
Auf Initiative des Hildesheimer Bischofs Heinrich Maria und der Kollektentätigkeit im Bistum Hildesheim konnte 1971 auf dem Gelände des Gutes Röderhof für Behinderte die Heimstatt Röderhof eingerichtet werden. Im gleichen Jahr erhielt die Einrichtung ein eigenes Gotteshaus, die Kirche Heilig Geist. Die Konsekration durch Bischof Heinrich Maria fand am 30. Juni 1971 statt.
An Sonn- und Feiertagen finden sich häufig Gäste aus der näheren Umgebung und aus dem weiten Gebiet des Bistums Hildesheim ein, um gemeinsam mit den Behinderten die Eucharistie feiern.
Am 1. November 2006 wurde die neue Pfarrgemeinde Mariä Himmelfahrt – Diekholzen, mit Sitz in Söhre, gegründet, zu der auch die Kirche Heilig Geist der Heimstatt Röderhof gehört.

## Heimstatt Röderhof
Die Heimstatt Röderhof ist eine Einrichtung für Menschen mit geistiger Behinderung der Stiftung katholische Behindertenhilfe im Bistum Hildesheim. Sie entstand von 1969 bis 1970 neben dem bischöflichen Gut Röderhof und wurde am 15. Januar 1971 als Heim für geistig behinderte Kinder eröffnet. Vor Ort umfasst die Einrichtung heute Wohnbereiche für 200 Behinderte, die St.-Franziskus-Schule (Förderschule mit dem Schwerpunkt „geistige Entwicklung“), eine Tagesförderstätte für Erwachsene und eine Reithalle für Reittherapien sowie die Kirche Heilig Geist.

## Architektur
Moderner Kirchenbau, mit gut gegliedertem Innenraum auf achteckiger Grundfläche. Vier Bankblöcke umfassen den Altar und regen zu einer intensiven Beteiligung am gottesdienstlichen Geschehen an.